# 茂木本家美術館
茂木本家美術館（もぎほんけびじゅつかん）は、千葉県野田市にある美術館。開館は2006年1月。キッコーマン創業家である高梨・茂木一族8家の茂木本家の第12代茂木七左衛門が収集した美術品を展示している。略称は MOMOA (MOGI-HONKE MUSEUM OF ART)。主な所蔵品には葛飾北斎「富嶽三十六景」や歌川広重、喜多川歌麿などの浮世絵500点や、横山大観、小倉遊亀、中島千波などの日本画。梅原龍三郎、和田英作、絹谷幸二などの洋画、高村光雲、平櫛田中の彫刻など。その数は総計で3700点にも及ぶ。年数回の企画展のほか、60～70点ほどが常設展示されている。
開館時間は 水曜日から日曜日の午前10時から午後5時（入場は4時まで）。夏季と冬季には長期休館する。余裕をもって観覧できるように定員・事前予約制としたが、空きがあれば予約無しでも入れることもある。館内には食事スペースもあり、事前に予約しておけば時間帯によっては食事や喫茶も可能となる場合がある。

## 建物
美術館の建物は、彦坂裕の設計によるものである。美術館の敷地は4300平方メートル、建物は平屋で展示スペースは175平方メートル。